# Aaron Jones (cestista)
Aaron Eugene Jones (Tuscaloosa, 26 luglio 1993) è un cestista statunitense.

## Palmarès
- Lega Balcanica: 1

Beroe: 2016-17
- Coppa di Bulgaria: 1

Beroe: 2017

### Individuale
- Korisliiga MVP straniero: 1

Vilpas Vikings: 2017-18